# Стар (Північна Кароліна)
Стар (англ. Star) — місто (англ. town) в США, в окрузі Монтгомері штату Північна Кароліна. Населення — 806 осіб (2020).

## Географія
Стар розташований за координатами 35°23′58″ пн. ш. 79°47′0″ зх. д. / 35.39944° пн. ш. 79.78333° зх. д. (35.399346, -79.783407).  За даними Бюро перепису населення США в 2010 році місто мало площу 3,20 км², уся площа — суходіл.

## Демографія
Згідно з переписом 2010 року, у місті мешкало 876 осіб у 361 домогосподарстві у складі 205 родин. Густота населення становила 273 особи/км².  Було 420 помешкань (131/км²).
Расовий склад населення:
| - 78,1 % — білих - 9,7 % — чорних або афроамериканців - 0,6 % — корінних американців - 0,2 % — азіатів - 8,0 % — осіб інших рас |

До двох чи більше рас належало 3,4 %. Частка іспаномовних становила 21,6 % від усіх жителів.
За віковим діапазоном населення розподілялося таким чином: 26,9 % — особи молодші 18 років, 58,8 % — особи у віці 18—64 років, 14,3 % — особи у віці 65 років та старші. Медіана віку мешканця становила 37,8 року. На 100 осіб жіночої статі у місті припадало 98,6 чоловіків;  на 100 жінок у віці від 18 років та старших — 92,2 чоловіків також старших 18 років.
Середній дохід на одне домашнє господарство  становив 45 577 доларів США (медіана — 31 699), а середній дохід на одну сім'ю — 56 588 доларів (медіана — 50 156). Медіана доходів становила 31 923 долари для чоловіків та 21 786 доларів для жінок. За межею бідності перебувало 22,8 % осіб, у тому числі 50,0 % дітей у віці до 18 років та 12,7 % осіб у віці 65 років та старших.
Цивільне працевлаштоване населення становило 406 осіб. Основні галузі зайнятості: виробництво — 31,0 %, освіта, охорона здоров'я та соціальна допомога — 17,5 %, роздрібна торгівля — 17,2 %.